# Globulostylis leniochlamys
Espèce
Globulostylis leniochlamys (K. Schum.) Sonké, O. Lachenaud & Dessein est une espèce de plantes tropicales de la famille des Rubiaceae et du genre Globulostylis, endémique du Cameroun.

## Description
C'est un arbuste qui peut atteindre 6 m de hauteur.

## Distribution
Endémique du Cameroun, relativement rare, l'espèce est présente dans la Région du Sud, surtout dans le massif de Ngovayang.
Elle a d'abord été récoltée le 19 octobre 1897 à Bipindi par Georg August Zenker, qui l'a décrite en 1899.